# Demre
Demre város Törökország mediterrán partján, a Demre folyó mellett, Antalya tartományban. Demre városának a 2010-es népszámláláskor 15 899 lakosa volt.

## Földrajza
Demre az Antalya-öböltől nyugatra található, a Torosz-hegység mögött. Éghajlata mediterrán; forró, száraz nyárral és meleg nedves téllel.

## Története
Demre, régi nevén Myra, Szent Miklós püspökségének helye. 
Az 1920-as évekig görög lakossága volt Demrének (Myra). 1923-ban aztán a Görögország és Törökország közötti lakosságcsere részeként lakói Görögországba költöztek. A térségben elhagyott görög falvak feltűnően emlékeztetnek erre az exodusra. Az elhagyatott görög házak még mindig láthatók Demrében és Kalkan, Kaş és Kaya régióban, görög szellemvárosokként. A régió ma népszerű a turisták, különösen a keresztény zarándokok között, akik itt Szent Miklós sírját látogatják meg.

A környék megélhetése az idegenforgalom fellendülésének kezdete előtt az 1980-as években főként a mezőgazdaságtól függött, ami ma is fontos. Demre környékén gránátalmát és citrusféléket termesztenek, és mostanában nagy mennyiségű gyümölcsöt és zöldséget nevelnek az üvegházakban. 

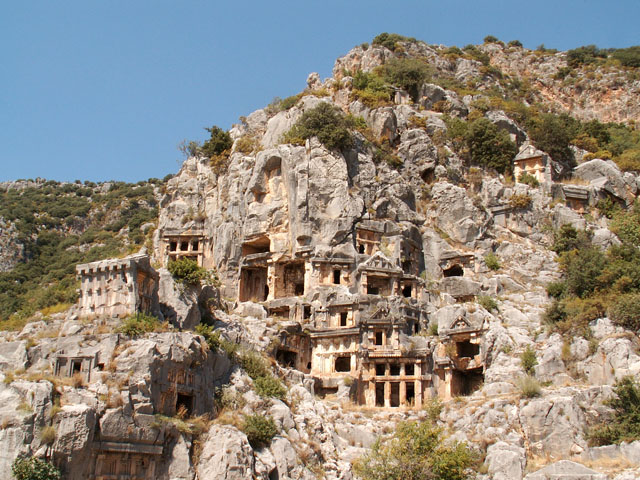
Myra

## Nevezetességek
- Szent Miklósról elnevezett bazilika
- Ókori római színház romjai
- Hegyoldali sziklába vájt ókori sírok

## Galéria

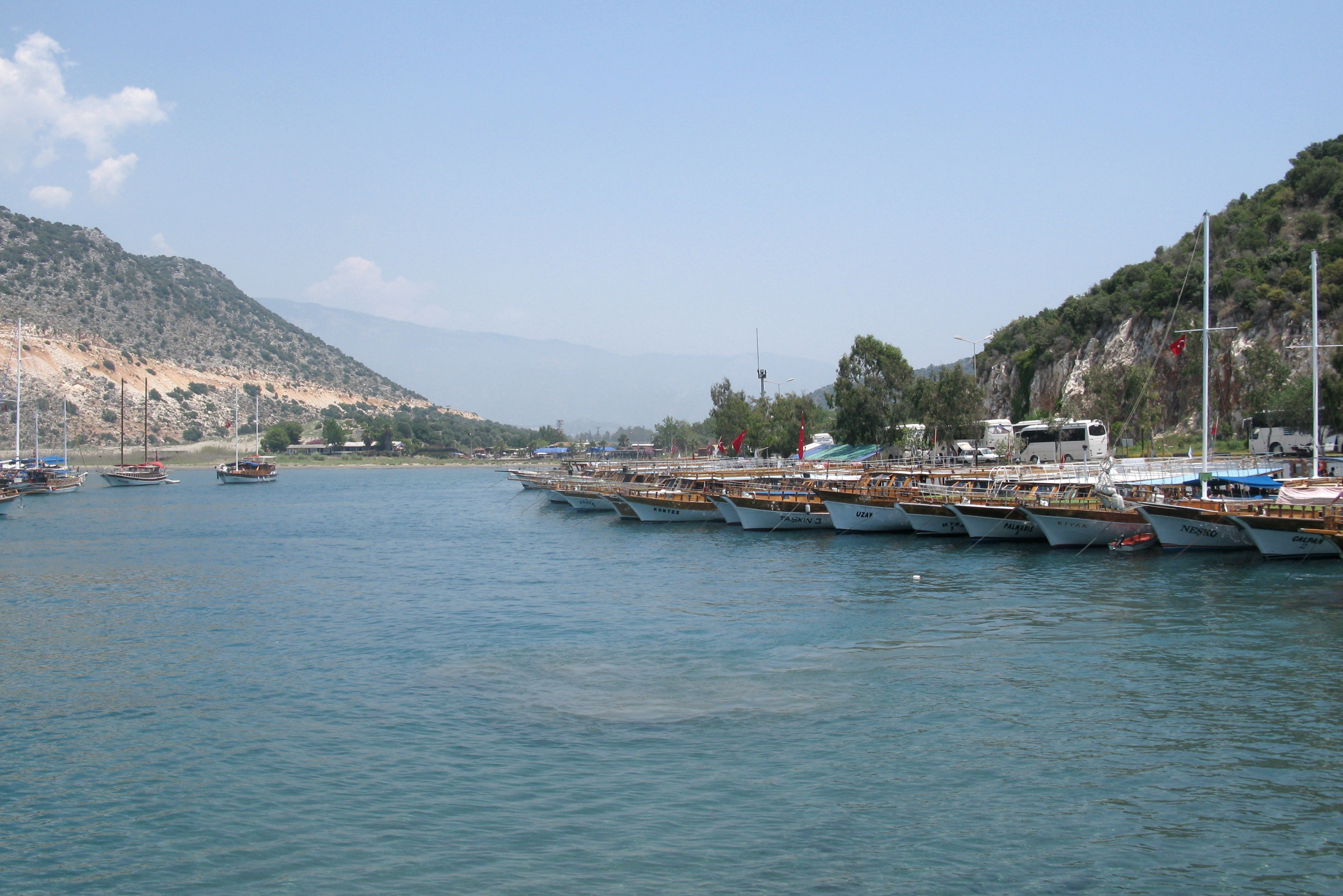
Kikötő részlet, Demre
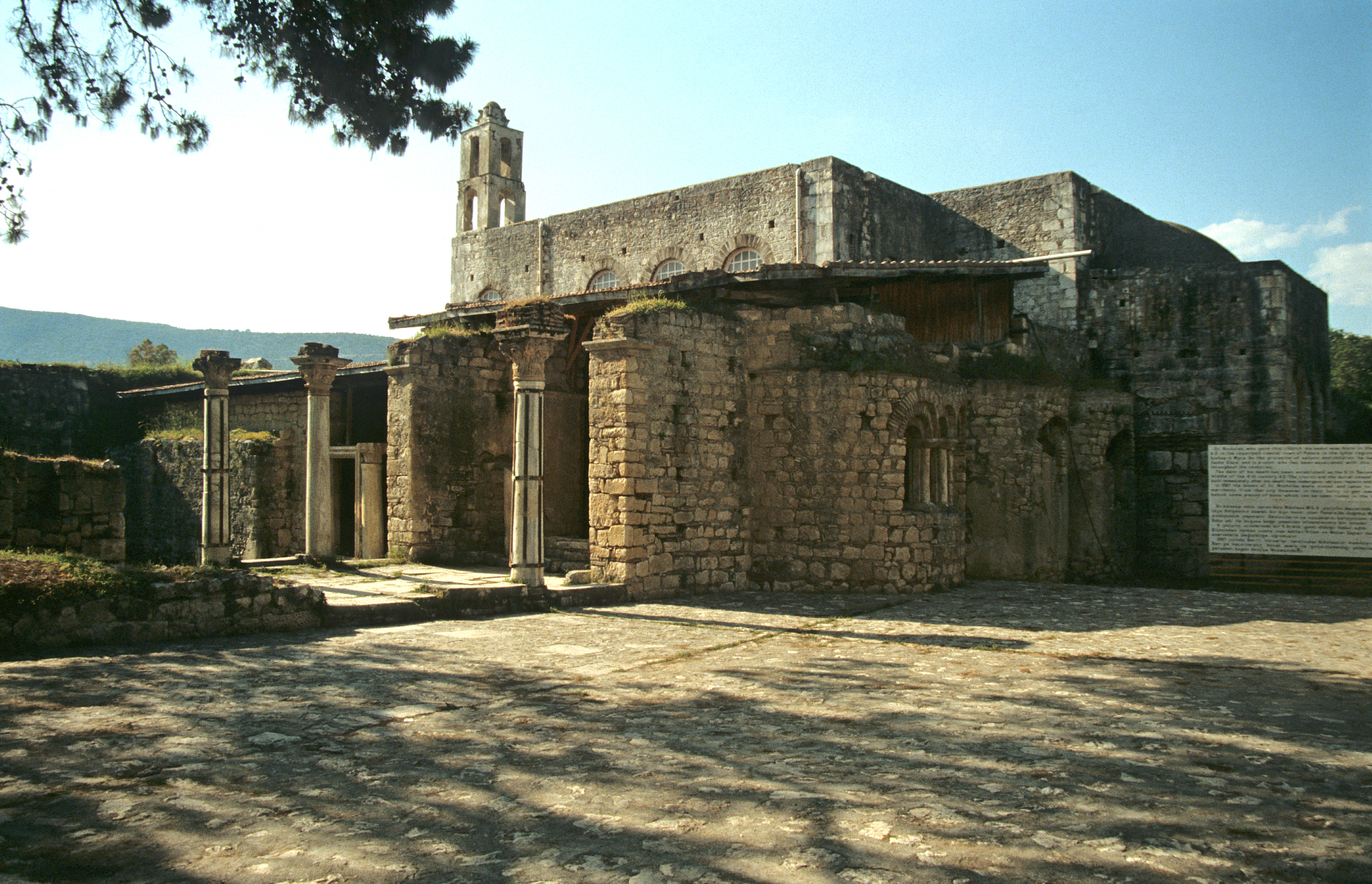
Szent Miklós templom, Myra
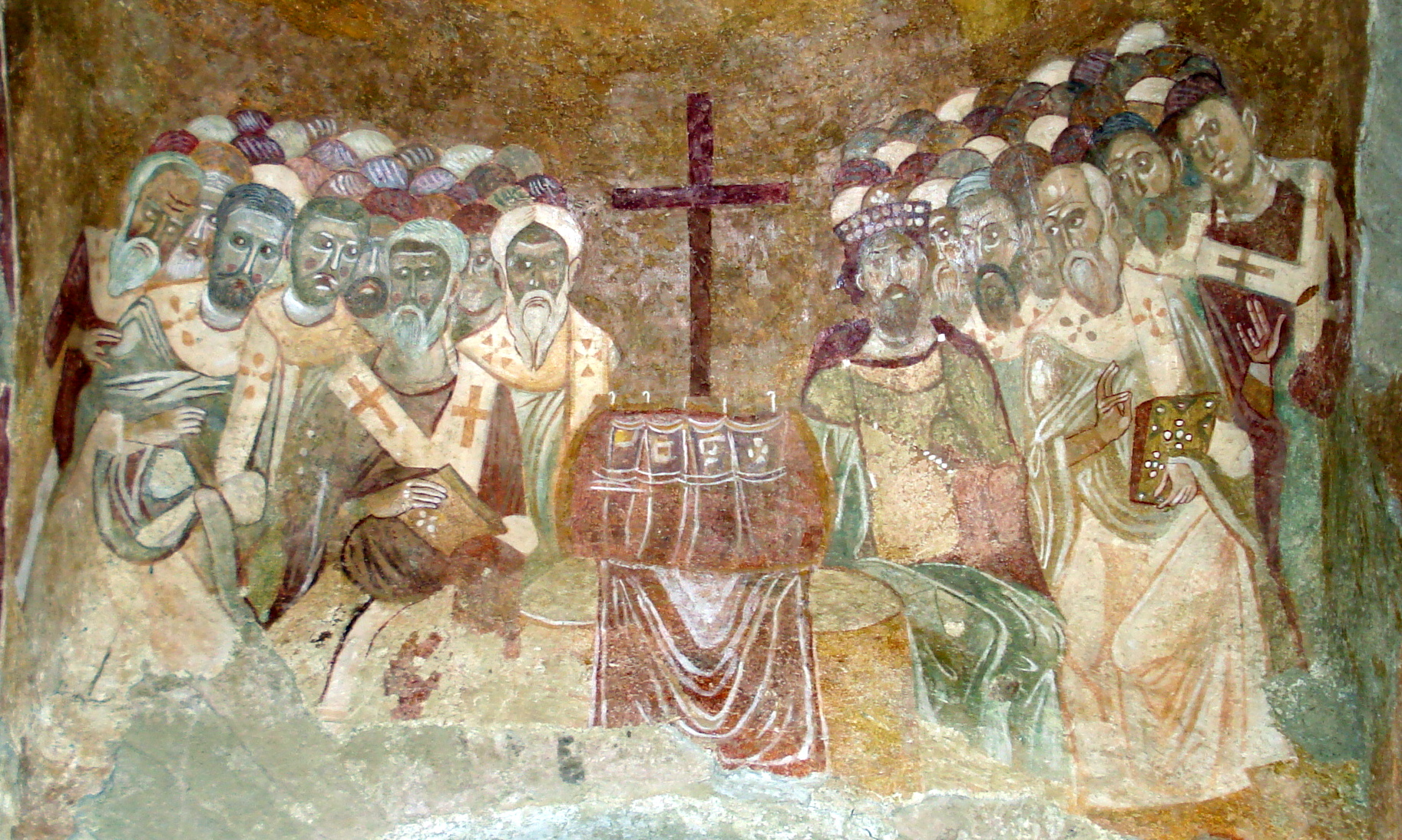
Bizánci freskó a bazilikából
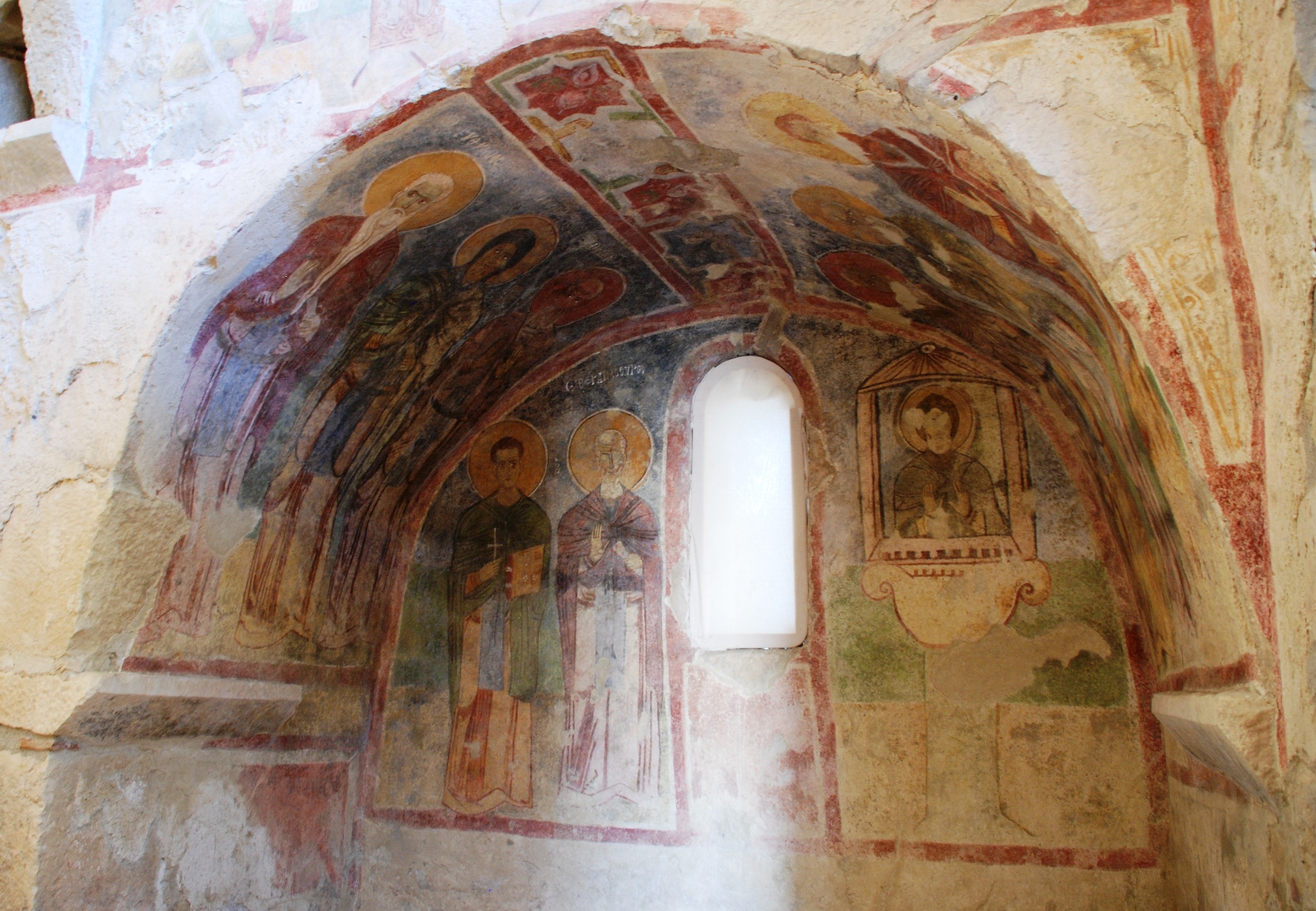
Demre, Szent Miklós templom freskórészlet
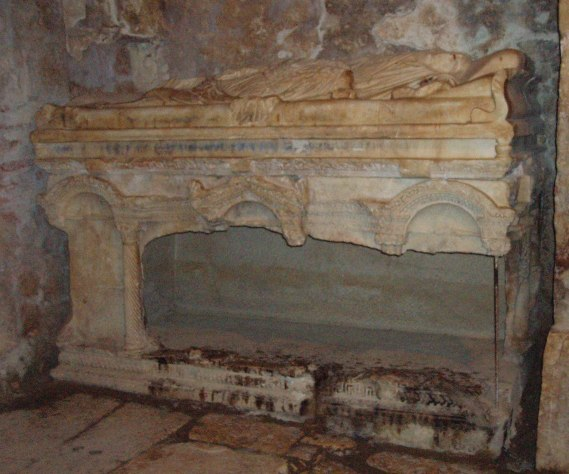
Szent Miklós szarkofágja a myrai bazilikában
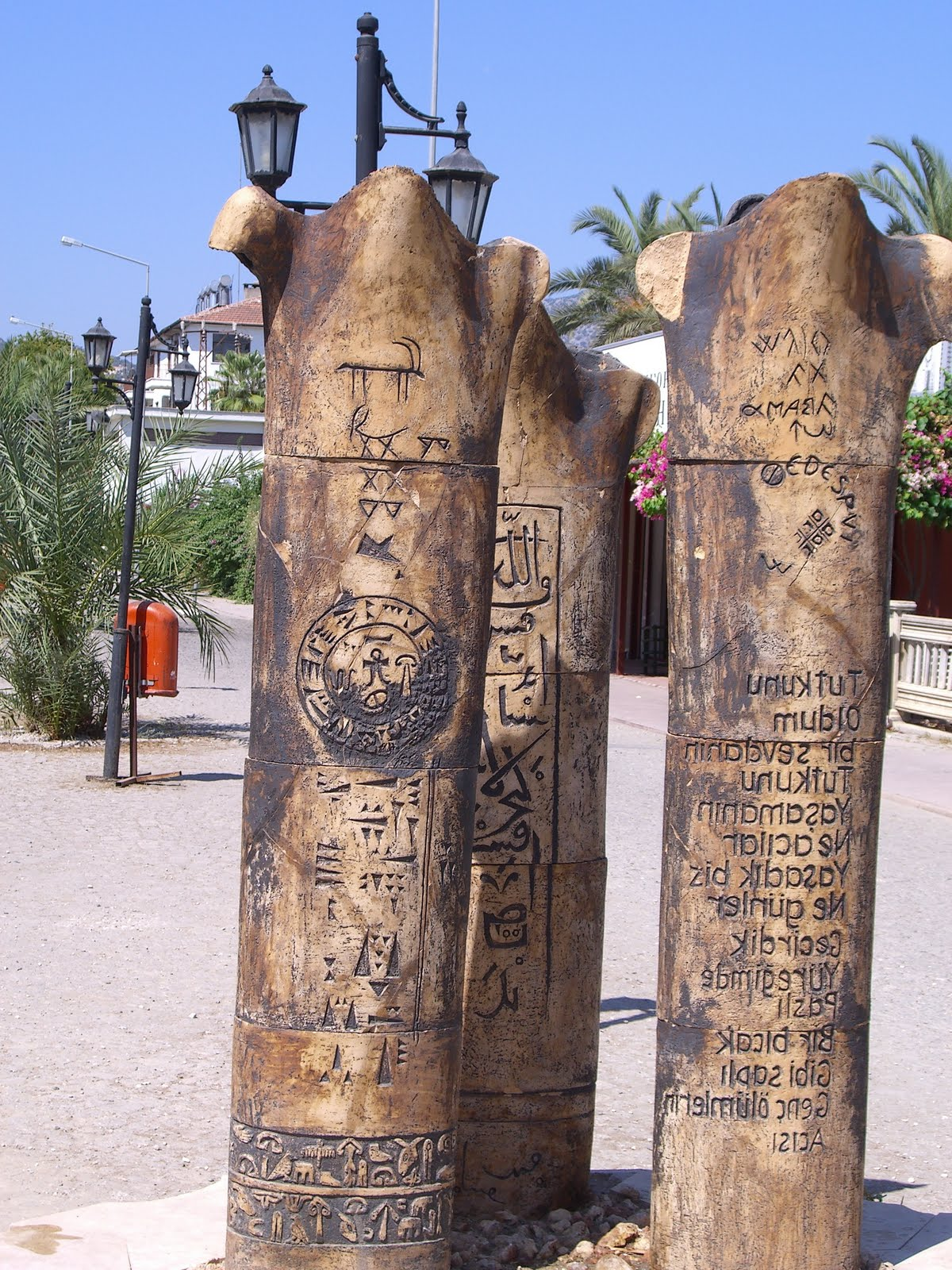
Demre, városrészlet
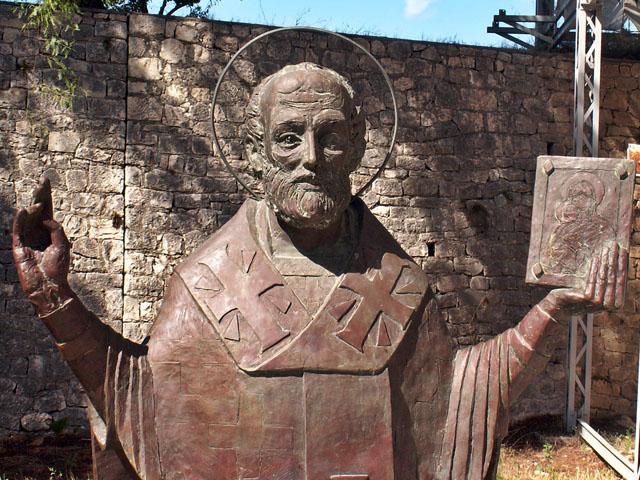
Szent Miklós szobra Myrában
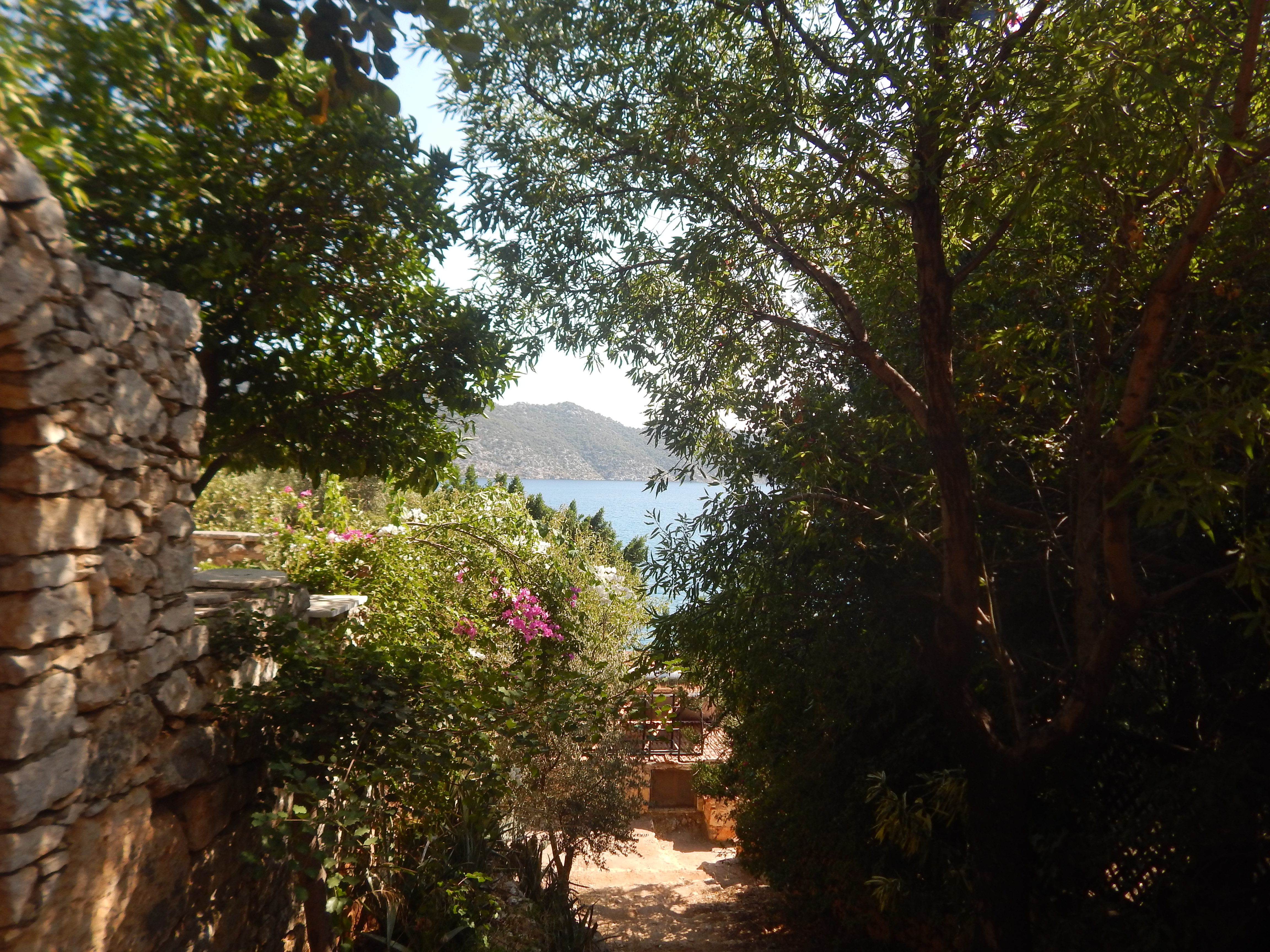
Látkép a tengerrel Demrénél
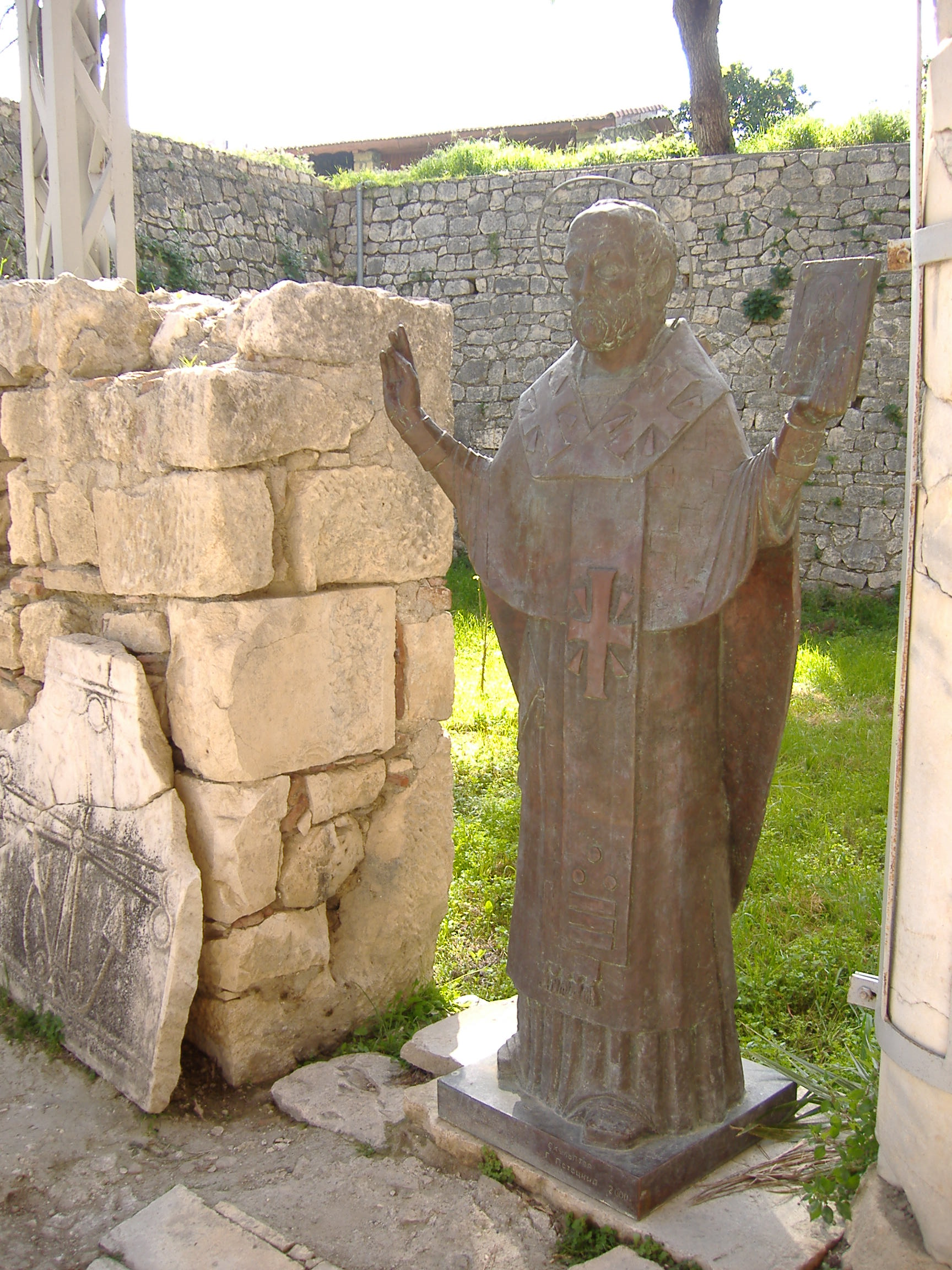
Demre, ortodox Szt. Miklós szobor
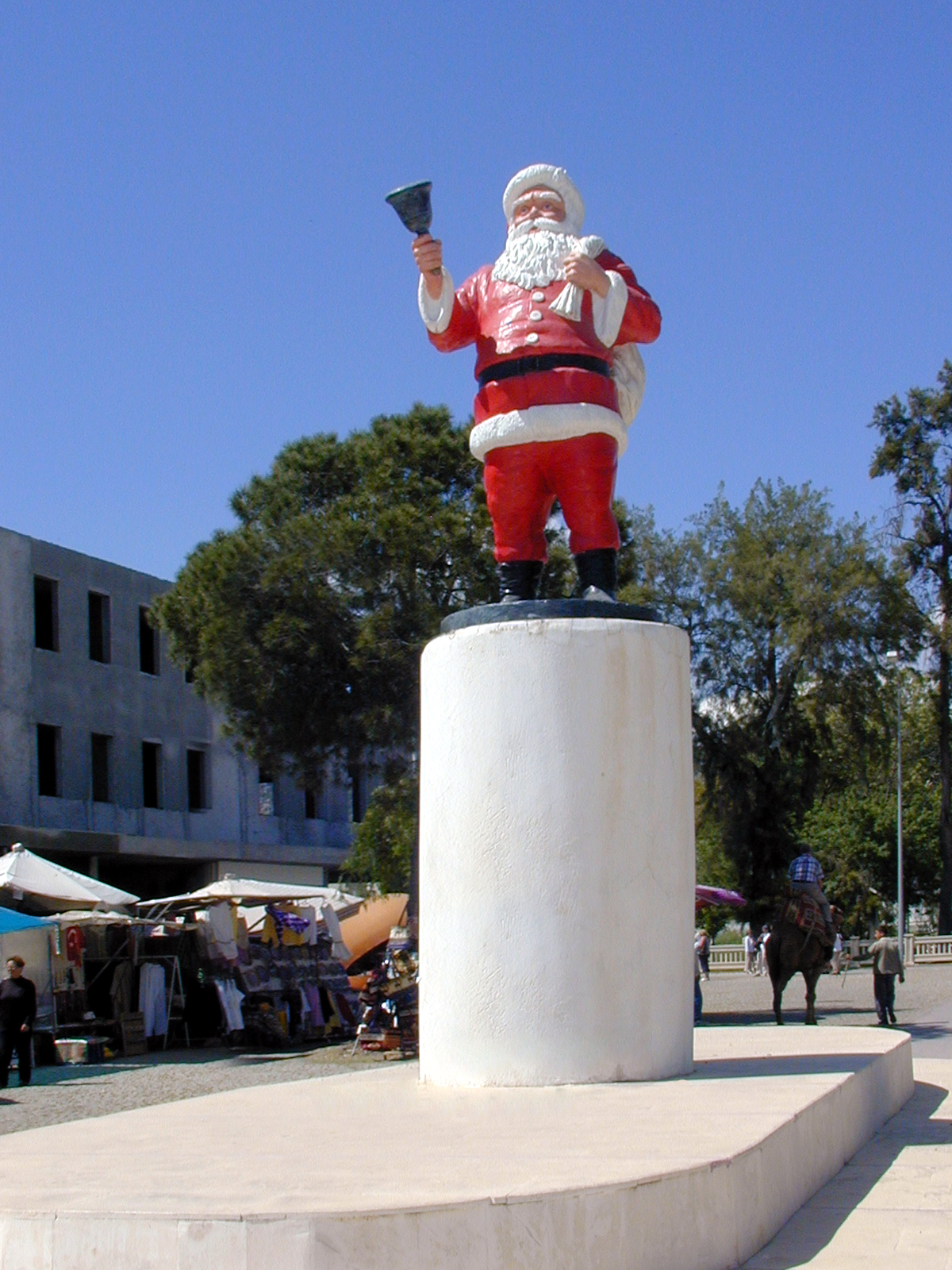
Demre, modern Mikulás szobor
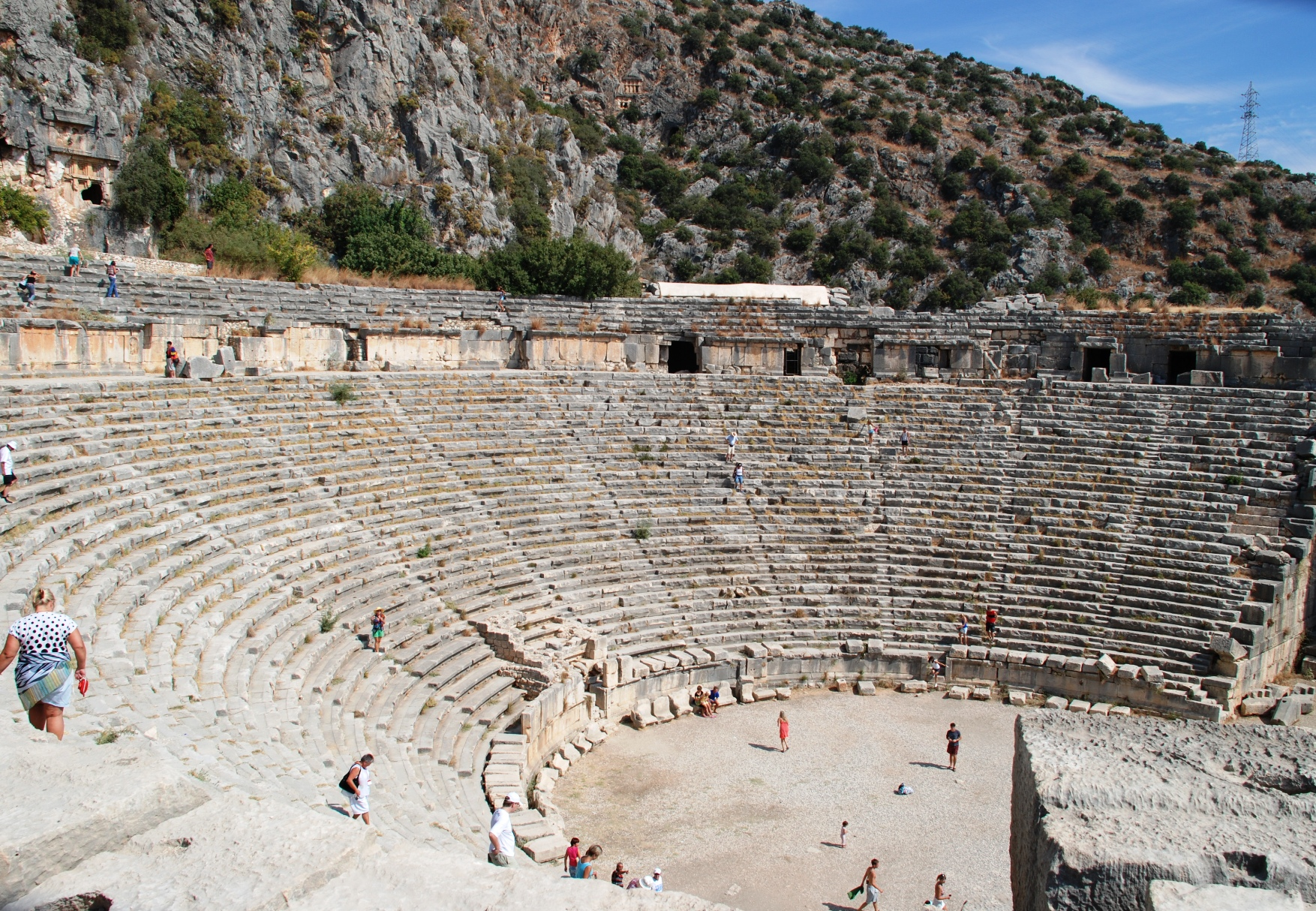
Ókori amfiteátrum romjai
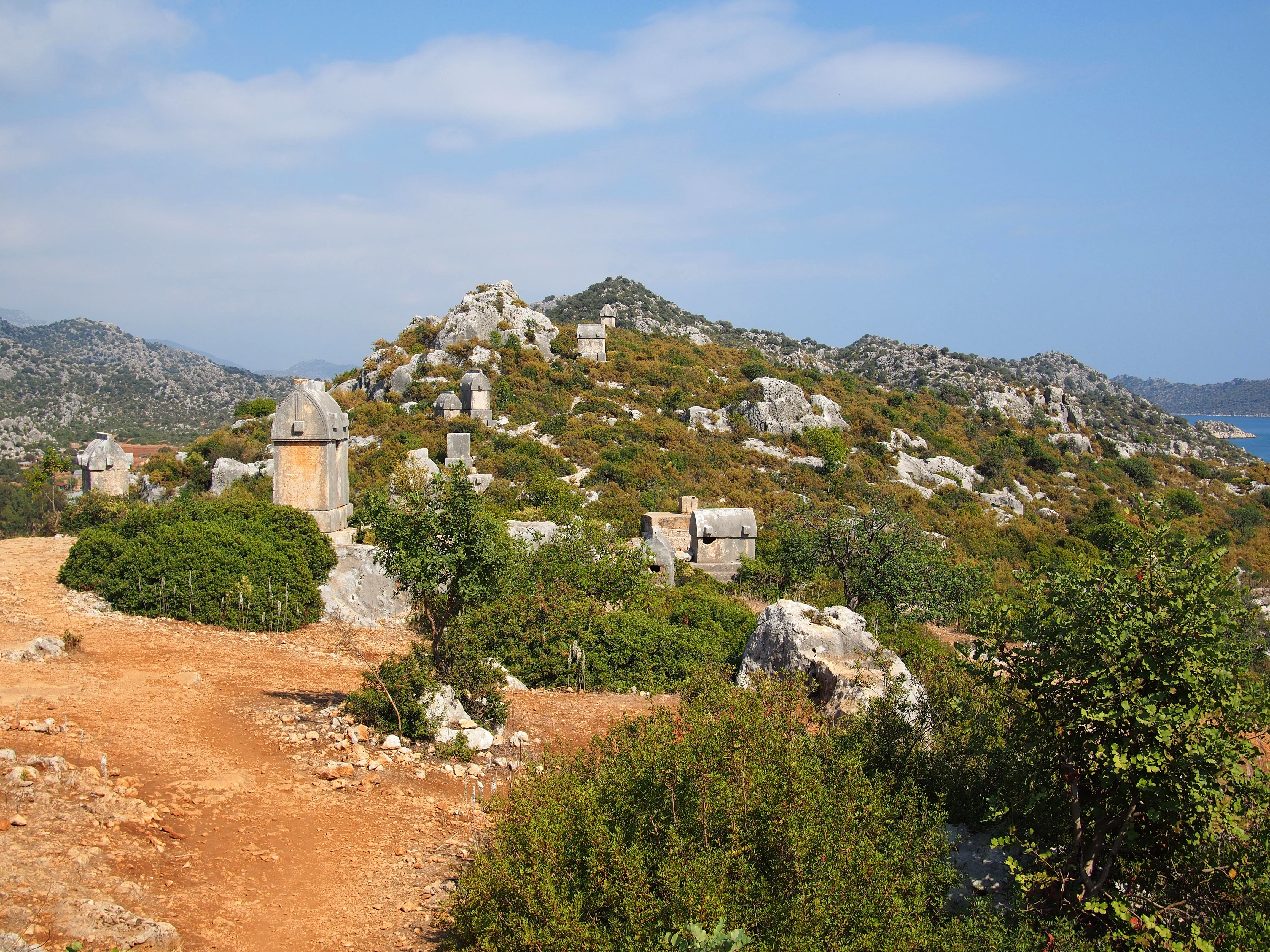
Lük síremlékek az egykori Myra fölött
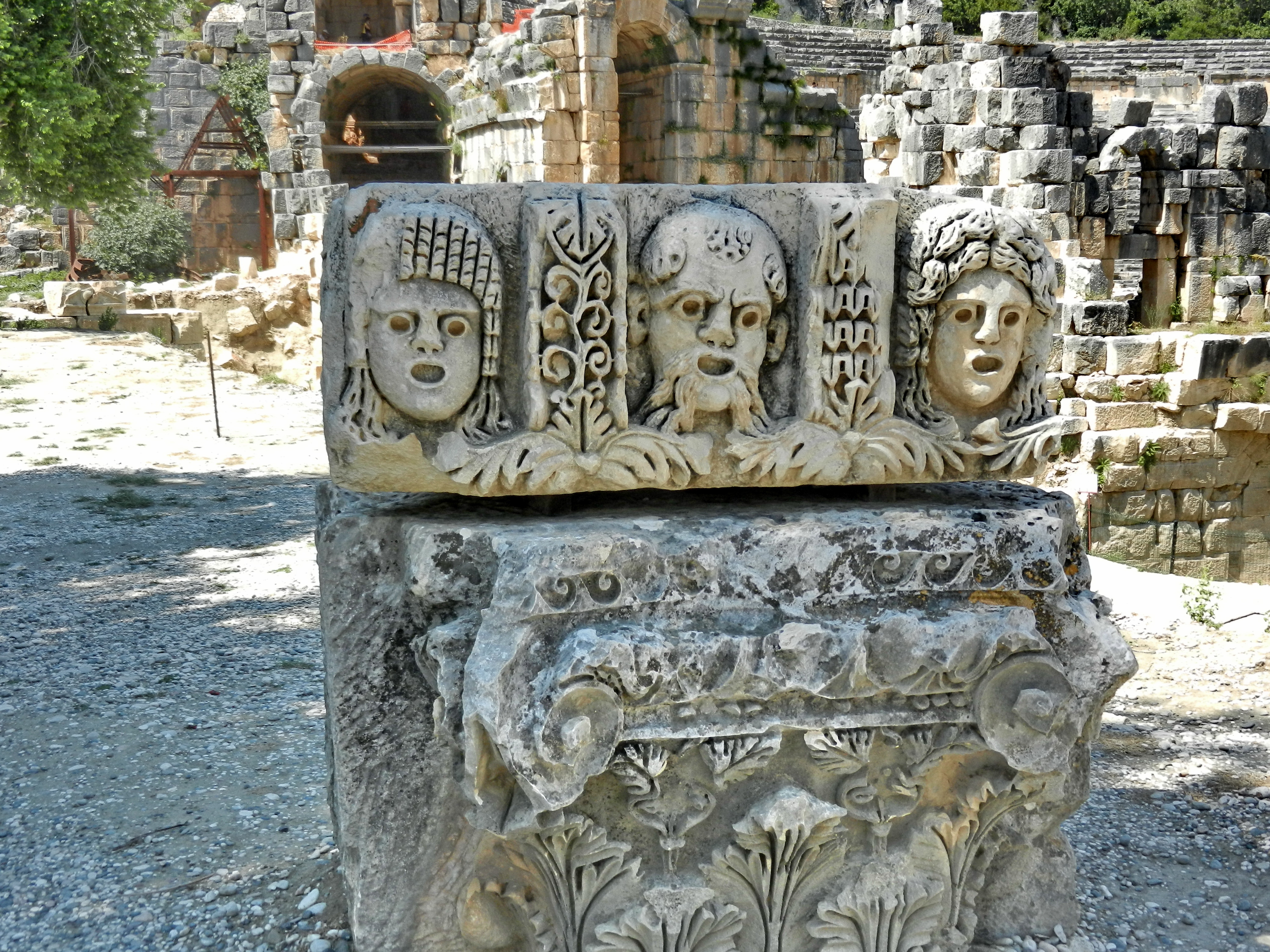
Demre, egykori romok részlete
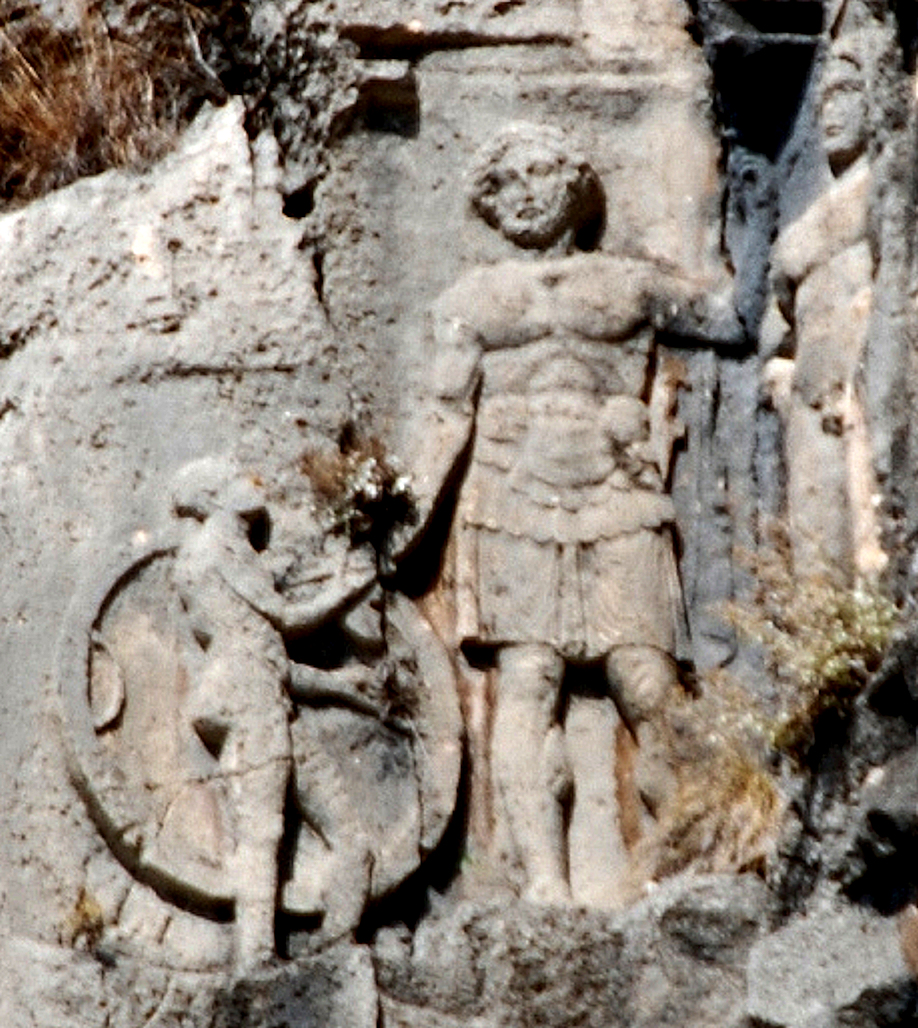
Lük relief részlete
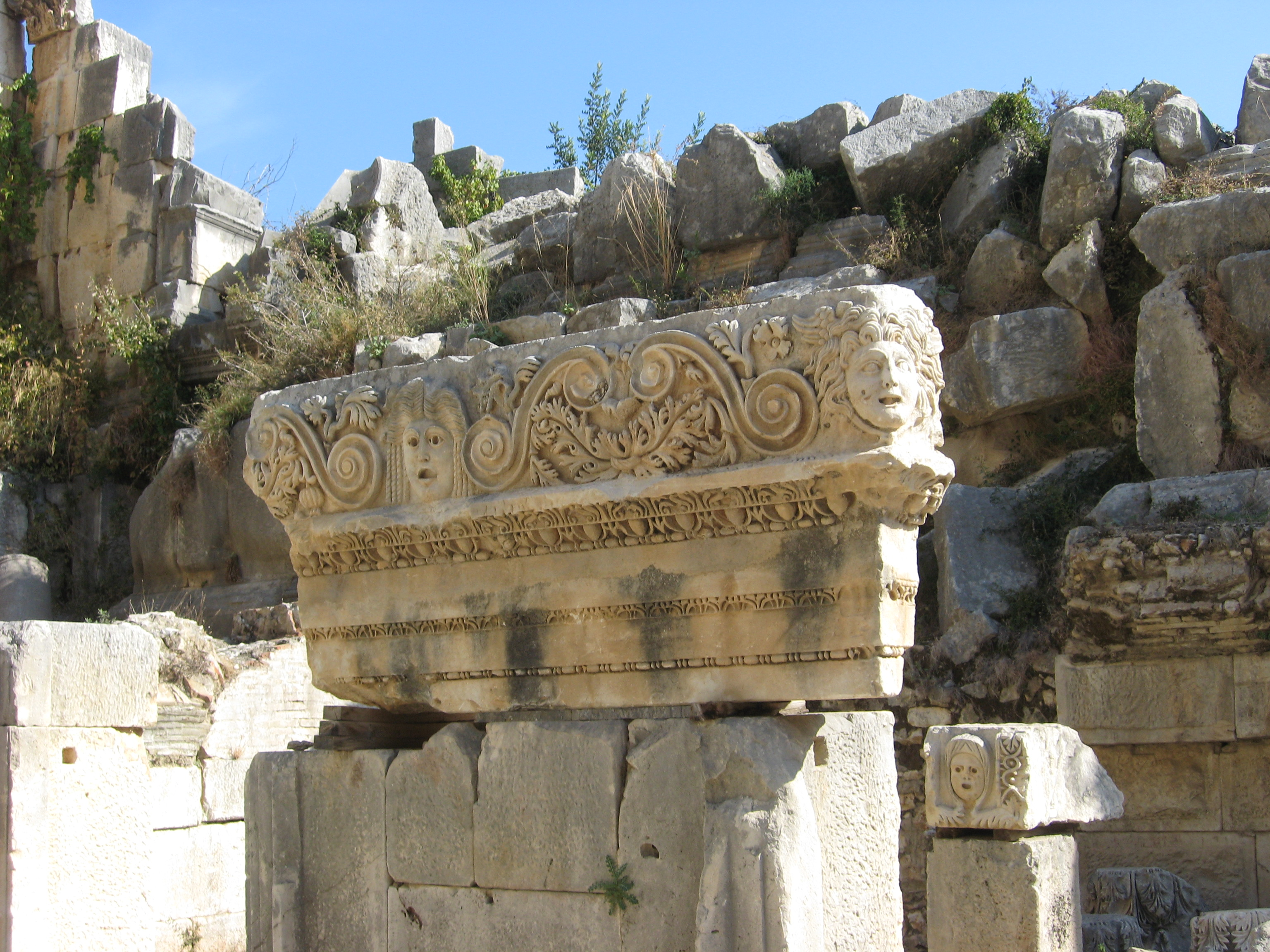
Myra, relief részlet
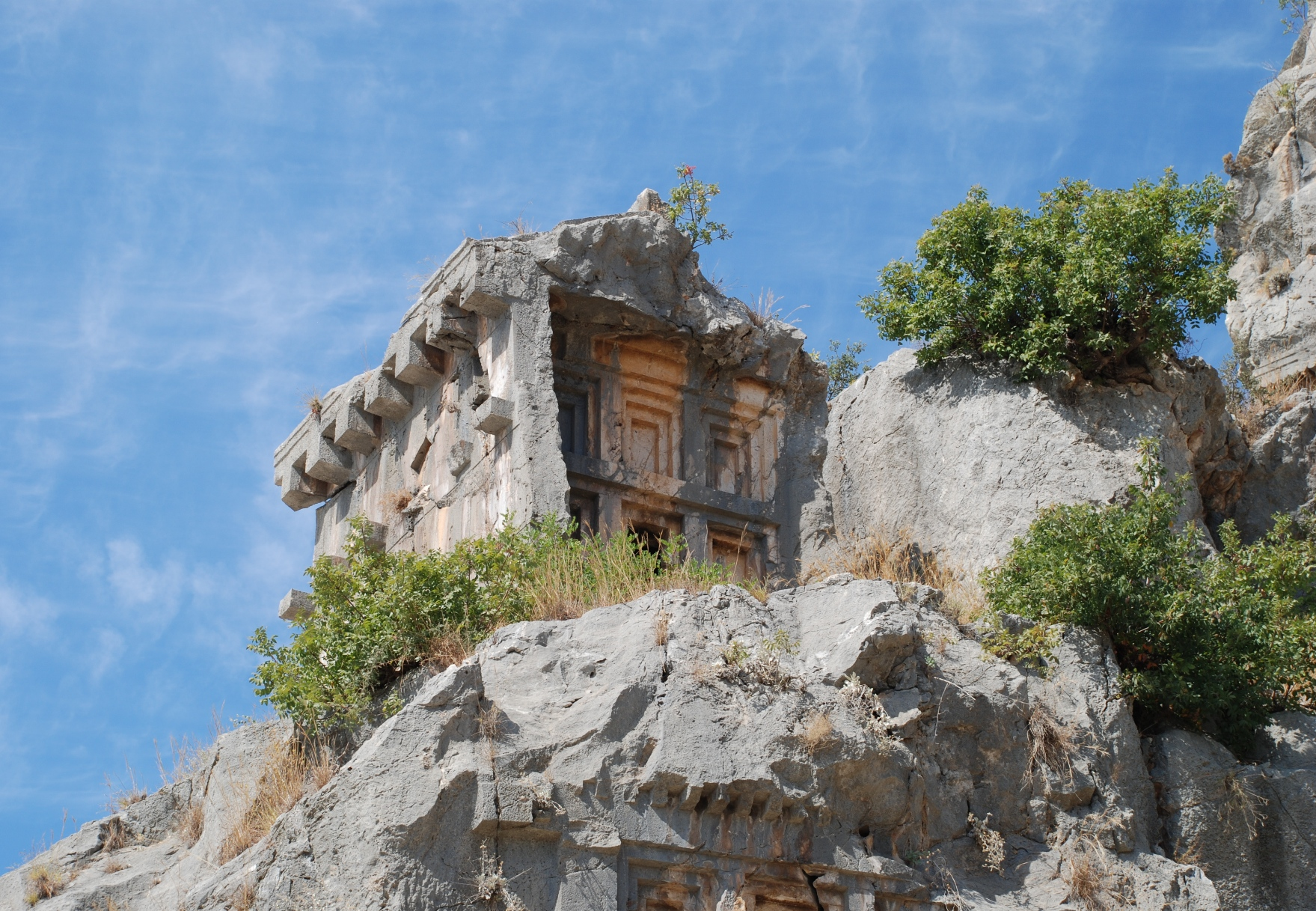
Egykori romok részlete
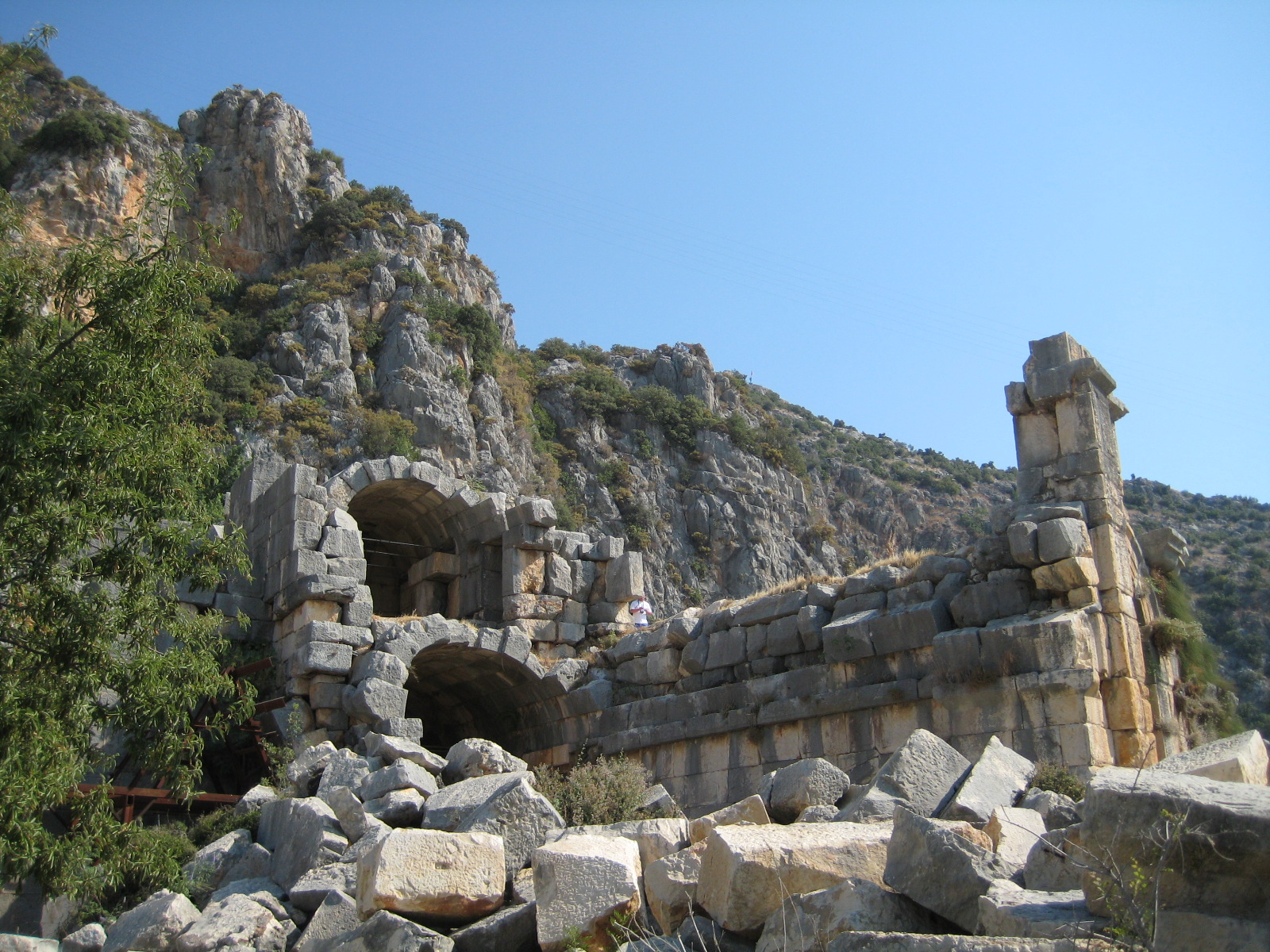
Myra, romok